# Stephen Holt
Stephen Holt, född den 15 september 1974 i Darwin, Northern Territory, Australien, är en australisk landhockeyspelare.
Han tog OS-brons i herrarnas landhockeyturnering i samband med de olympiska landhockeytävlingarna 2000 i Sydney.